# الأمير إرنست أوغست أمير هانوفر (مواليد 1983)
إرنست أوغست ، أمير هانوفر بالوراثة (بالألمانية: Ernst August Prinz von Hannover Herzog zu Braunschweig und Lüneburg, Königlicher Prinz von Großbritannien und Irland ; اللقب بالكامل إرنست أوغست أمير هانوفر دوق براونشفايغ ولونبورغ، الأمير الملكي لبريطانيا العظمى وأيرلندا؛ من مواليد 19 يوليو 1983) هو أكبر أبناء إرنست أوغست أمير هانوفر (رئيس بيت ويلف القديم الذي حكم مملكة هانوفر ذات يوم) من زوجته السابقة شانتال هوشولي.

## نشأته
وُلد إرنست أوغست وشقيقه الأصغر كريستيان في مدينة هيلدسهايم في سكسونيا السفلى ، بينما ولدت أختهما غير الشقيقة ألكسندرا في النمسا وتعيش مع والدتها في موناكو. تم تعميد إرنست أوغست في 15 أكتوبر 1983 في قلعة مارينبورغ ، وكان عرابه بمن فيهم فيليب السادس ملك إسبانيا وقسطنطين الثاني ملك اليونان.
يعتبر إرنست أوغست بعيدًا في خط خلافة العرش البريطاني باعتباره من نسل الملكة فيكتوريا. على الرغم من إقامة الأسرة في ألمانيا خلال الحربين العالميتين ، فقد حصل جده لأبيه على الجنسية البريطانية لنفسه ولأطفاله في نوفمبر 1956 بموجب قانون تجنيس صوفيا 1705 ، وممتلكات عائلاتهم وقاموا بأعمال تجارية في المملكة المتحدة بعد الحرب. حتى منتصف سن المراهقة ، عاش إرنست أوغست وشقيقه في نزل هيرلينجهام في لندن.